# Verlengde Hereweg (Groningen)

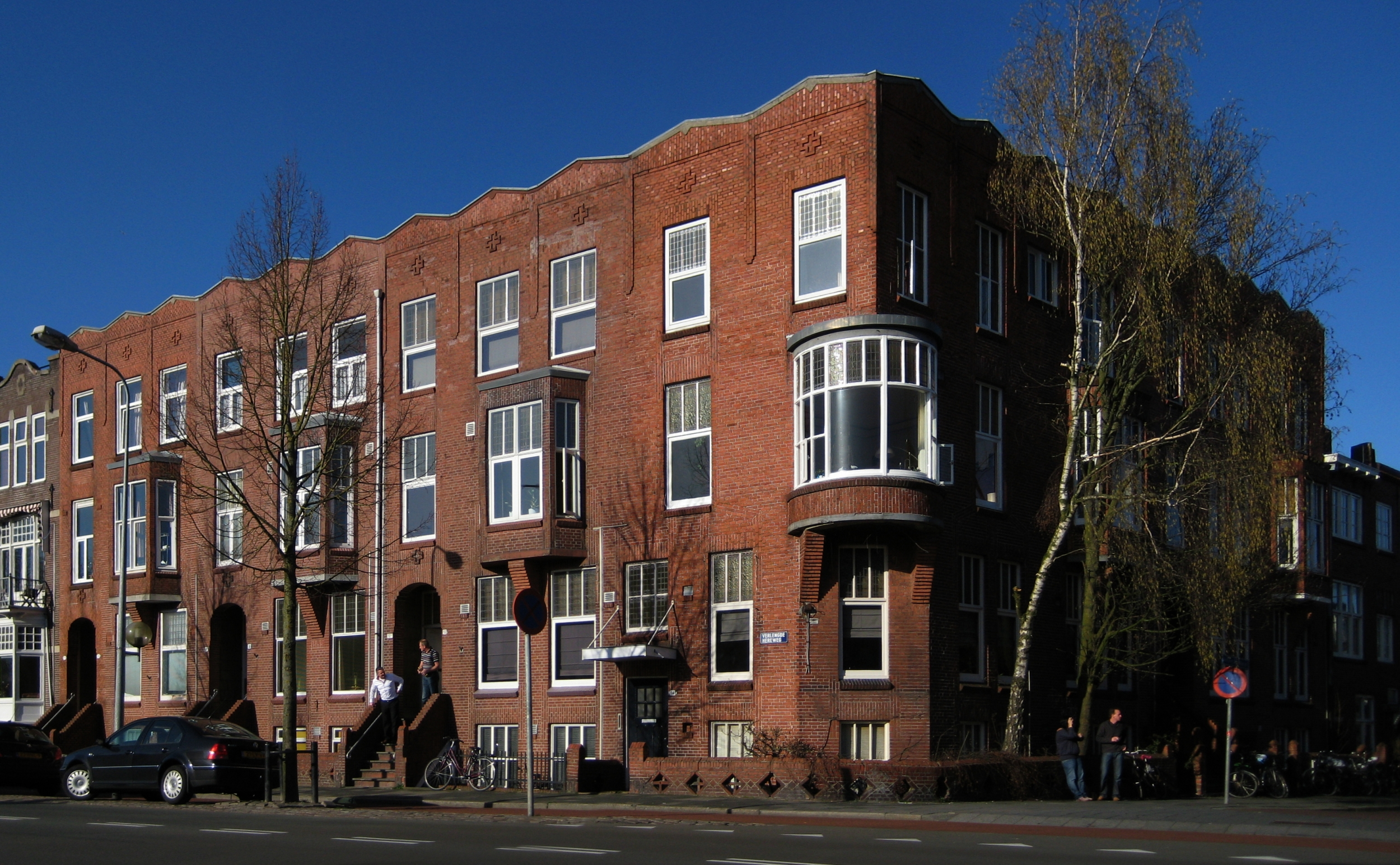
Het begin van de Verlengde Hereweg in Helpman.

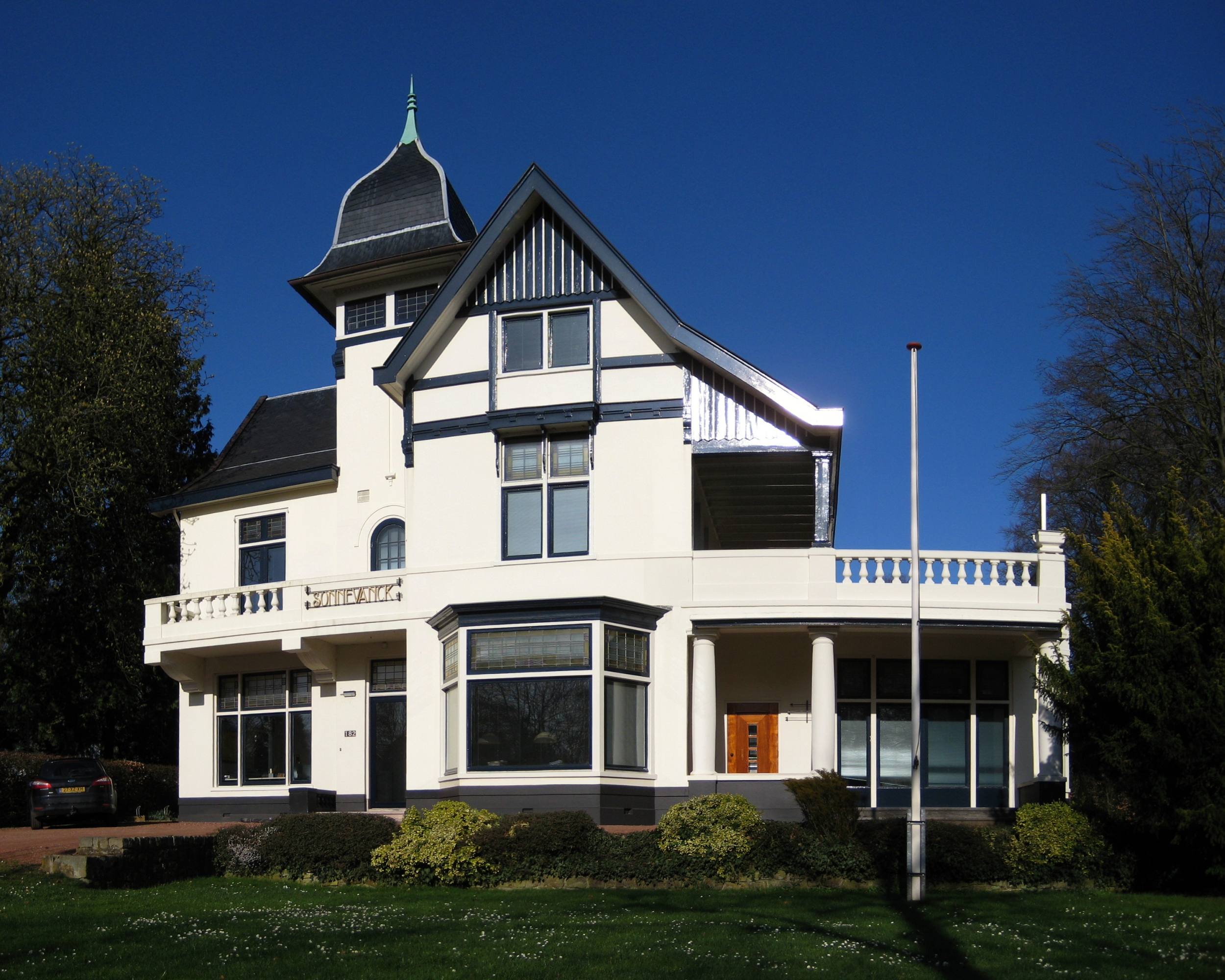
Een van de villa's aan de Verlengde Hereweg.

De Verlengde Hereweg is een weg in het zuiden van de stad Groningen.

## Beschrijving
De Verlengde Hereweg ligt in het verlengde van de Hereweg, waarbij de scheiding ligt bij de Natte brug. De weg eindigt bij de Rijksstraatweg. De Rijksstraatweg, de Verlengde Hereweg, de Hereweg en de Herestraat liggen op de Hondsrug. De wegen vormen de eeuwenoude toegangsweg tot de stad vanuit Coevorden.
De Verlengde Hereweg is vooral bekend door de rijke bebouwing langs het zuidelijkste deel van de weg. Tussen de Van Ketwich Verschuurlaan en de Esserweg wordt de weg omzoomd door oude buitenplaatsen en modernere landhuizen uit het begin van de twintigste eeuw. Dit deel van de Verlengde Hereweg is een beschermd stadsgezicht. Aan dit stuk staat ook de Villa Hilghestede, vernoemd naar een bedevaartsoord uit de vijftiende eeuw, en het buitenhuis van de familie Scholten: de Villa Gelria.
Ook het Oude Rooms Katholieke Ziekenhuis staat aan de Verlengde Hereweg. Ter hoogte van de Van Ketwich Verschuurlaan, bevindt zich het monument ter nagedachtenis aan de Evert van Ketwich Verschuur, die tussen 1917 en 1924 burgemeester van Groningen was.
Het eerste stuk van de weg vormt het centrum van Helpman. De straat heeft hier het karakter van een winkelstraat. Dat Helpman lang een zelfstandig dorp is gebleven met eigen voorzieningen is nog goed te merken. Het karakter van Drents dorp is weliswaar verloren, maar de straatnamen, Helperbrink en Helperkerkstraat die beiden op de Verlengde Hereweg uitkomen, verwijzen nog naar het vroegere dorp.
De kruising met de Esserweg was oorspronkelijk het eindpunt van Trolleylijn 1.

## Monumenten
Aan de Verlengde Hereweg zijn verschillende rijks- en gemeentelijke monumenten te vinden:
| Object                                                                          | Bouwjaar | Architect                    | Monument  | Afbeelding |
| ------------------------------------------------------------------------------- | -------- | ---------------------------- | --------- | ---------- |
| Verlengde Hereweg 8-14 Helper Oostsingel 2-4a (Expressionistisch woningcomplex) | 1916     | M.G. Eelkema                 | RM 484153 |            |
| Verlengde Hereweg 19 (Herenhuis)                                                | 1907     | A.J. Sanders                 | GM 101579 |            |
| Verlengde Hereweg 21 (Woonhuis in art-nouveaustijl)                             | 1907     | G. Nijhuis                   | RM 484265 |            |
| Verlengde Hereweg 25 (Herenhuis)                                                | 1907     | P. Belgraver en A. Reiziger  | GM 101581 |            |
| Verlengde Hereweg 33 (Voorm. directeurswoning)                                  | 1917     | M.G. Eelkema                 | RM 484272 |            |
| t.o. Verlengde Hereweg 42 (Van Hasselt's klok)                                  | 1923     |                              | RM 484191 |            |
| Verlengde Hereweg 92 (Oude RKZ)                                                 | 1923     | A.Th. van Elmpt              | GM 101604 |            |
| Verlengde Hereweg 144-146 (Dubbele rietgedekte villa)                           | 1925     | M.G. Eelkema                 | RM 484197 |            |
| Verlengde Hereweg 154-156 (Dubbele rietgedekte villa)                           | 1926     | M.G. Eelkema                 | RM 484209 |            |
| Verlengde Hereweg 159 (Tuinmanswoning Villa Gelria)                             | ca. 1895 |                              | RM 483389 |            |
| Verlengde Hereweg 161 (Koetshuis Villa Gelria)                                  | ca. 1895 |                              | RM 483382 |            |
| Verlengde Hereweg 163 (Villa Gelria)                                            | 1872     | Herman Jan van den Brink     | RM 483396 |            |
| Verlengde Hereweg 167 (Insulinde)                                               | 1919     | P.M.A. Huurman               | RM 485388 |            |
| Verlengde Hereweg 171 (Cyrano)                                                  | 1905     | P.M.A. Huurman               | RM 484280 |            |
| Verlengde Hereweg 171 (Pax Sperata)                                             | 1916     |                              | RM 484286 |            |
| Verlengde Hereweg 174 (Villa Hilghestede)                                       | ca. 1895 | Derk Huisman                 | RM 484217 |            |
| Verlengde Hereweg 175 (Hondsrug)                                                | 1907     | P.M.A. Huurman               | RM 484293 |            |
| Verlengde Hereweg 177 (Villa in Um 1800-stijl)                                  | 1915     | A.Th. van Elmpt              | RM 484300 |            |
| Verlengde Hereweg 179 (De Kloosters)                                            | 1919-'21 | A.R. Wittop Koning           | RM 484310 |            |
| Verlengde Hereweg 182 (Sonnevanck)                                              | 1900     | A.R. Wittop Koning           | RM 484225 |            |
| Verlengde Hereweg 183 (Klein Toornvliet)                                        | 1905     | P.M.A. Huurman               | RM 484318 |            |
| Verlengde Hereweg 191 (Landhuis in de stijl van Frank Lloyd Wright)             | 1933     | E. van Linge                 | RM 484324 |            |
| t.o. Verlengde Hereweg 191 (Kamplaan 1) (De Kamp)                               | 1954-'55 | E. van Linge en A. van Linge | GM 104364 |            |
| Verlengde Hereweg 192 (Bella Vista)                                             | ca. 1900 |                              | RM 484233 |            |